# Julián Camino
Julián Camino (Maipú, 2 mei 1961) is een voormalig  Argentijnse voetballer. 
Camino begon zijn carrière bij Estudiantes en won er in 1982 en 1983 de landstitel mee. Hierdoor riep bondscoach Carlos Bilardo hem op voor het nationale team. Na zijn spelerscarrière bleef hij actief in het voetbal. Hij was assistent van Alejandro Sabella toen die in 2009 met Estudiantes de Copa Libertadores won. Toen Sabella in 2011 bondscoach werd ging Camino mee naar het nationale elftal. 